# Fiorella Mannoia
Fiorella Mannoia, född 4 april 1954 i Rom, är en italiensk sångerska som varit aktiv sedan 1968. Hon släppte sitt sjuttonde studioalbum Sud den 24 januari 2012.

## Karriär
Mannoia påbörjade sin karriär inom film och musik redan 1968. Inom filmbranschen var hon stunttjej i flera filmer som barn. Hennes far Luigi Mannoia var själv stuntman. Hennes sångframträdande vid Castrocaro festivalen 1968 var början på en lång musikkarriär. Hon släppte ett par singlar innan hon släppte sitt första album i samarbete med Memmo Foresi år 1972. Hennes första stora hit var låten "Caffè nero bollente" som hon framförde i San Remo-festivalen år 1981. Nästa år producerade Mario Lavezzi hennes självbetitlade debut-soloalbum. Hon deltog återigen i San Remo-festivalen 1984 med låten "Come si cambia". År 1985 gjorde hon sin första turné och vann dessutom TV-tävlingen Premiatissima med en cover på låten "Margherita" av Riccardo Cocciante. Samma år släppte hon sitt nästa album med samma titel som tävlingen. Albumet innehöll förutom "Margherita" ett par andra covers på kända låtar. År 1987 deltog hon i San Remo-festivalen för tredje gången, nu med sången "Quello che le donne non dicono" som var skriven av Ruggeri och Schiavone. Nästa år deltog hon för fjärde gången med sången "Le notti di maggio". Både 1987 och 1988 vann hon San Remo-festivalens "Kritikerpris". Hon åkte på ytterligare en turné mellan 1989 och 1990 vilket gav henne framgång även i Tyskland.
Idag har hon släppt 17 studioalbum, 13 samlingsalbum, 4 livealbum, 1 EP och totalt 51 singlar. År 2008 släppte hon sin första av 7 musikvideor.

## Diskografi

### Studioalbum
- 1972 – Mannoia Foresi & co.
- 1983 – Fiorella Mannoia
- 1985 – Premiatissima
- 1985 – Momento delicato
- 1986 – Fiorella Mannoia
- 1988 – Canzoni per parlare
- 1989 – Di terra e di vento
- 1992 – I treni a vapore
- 1993 – Le canzoni
- 1994 – Gente comune
- 1998 – Belle speranze
- 2001 – Fragile
- 2006 – Onda tropicale
- 2007 – Canzoni nel tempo
- 2008 – Il movimento del dare
- 2009 – Ho imparato a sognare
- 2012 – Sud
- 2013 – A te
- 2016 – Combattente
- 2019 – Personale

### Samlingsalbum
- 1984 – Fiorella Mannoia
- 1987 – Tre anni di successi
- 1990 – Canto e vivo
- 1990 – Basta innamorarsi
- 1991 – Così cantiamo l'amore
- 1992 – Come si cambia '77-'87
- 1996 – Le origini
- 1997 – Il meglio
- 1998 – I primi passi
- 2001 – I miti
- 2001 – Fiorella Mannoia - I grandi successi originali
- 2009 – Gli album originali
- 2010 – Capolavori
- 2013 – Quatro album originali
- 2013 – Le mie canzoni
- 2014 – Fiorella
- 2015 – Best of

### Livealbum
- 1999 – Certe piccole voci
- 2002 – In tour
- 2004 – Concerti
- 2010 – Il tempo e l'armonia
- 2012 – Sud in tour

### EP
- 1990 – La giostra della memoria